# 尼瓦拉

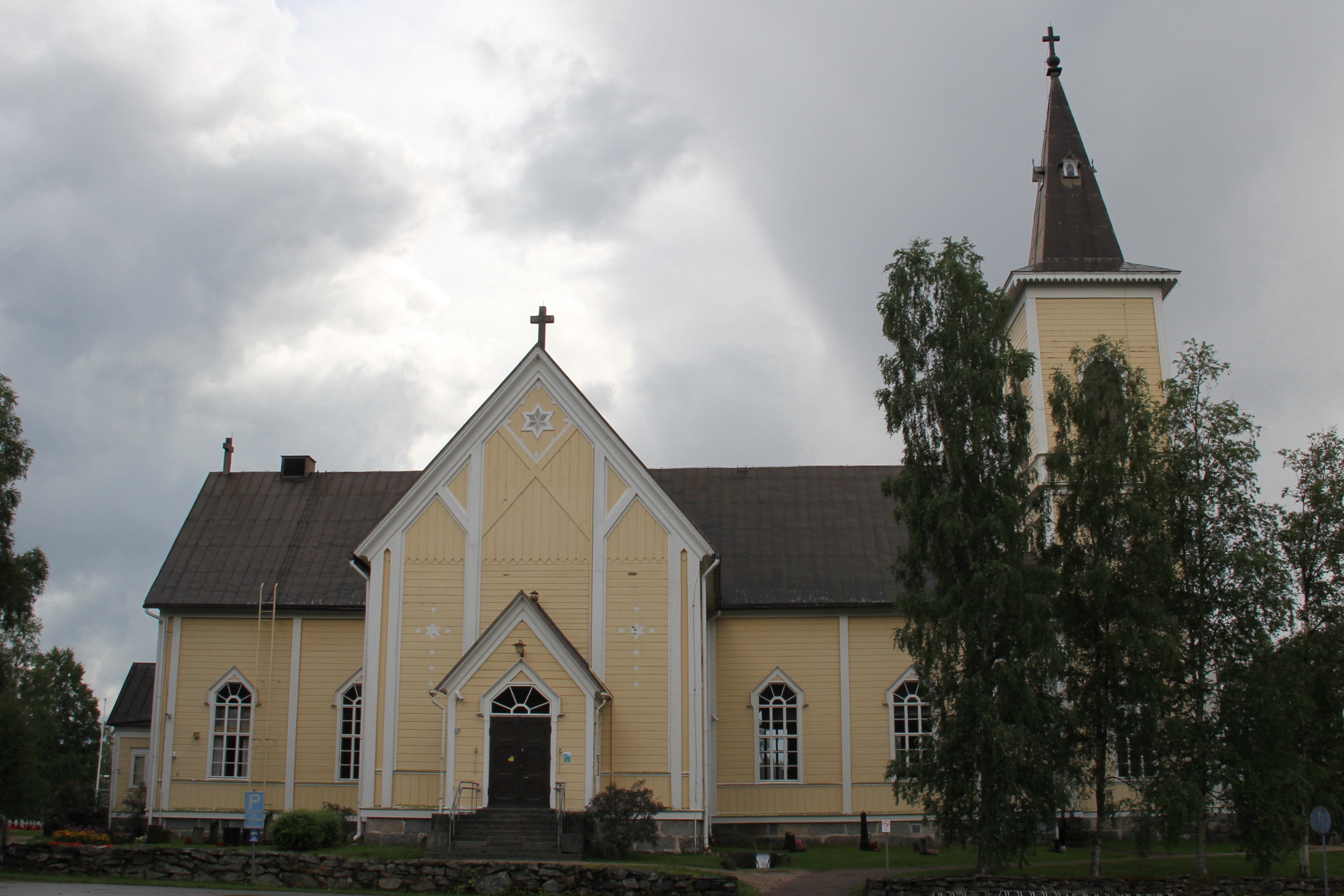
尼瓦拉教堂

尼瓦拉（芬蘭語：Nivala）是芬蘭北博滕區的城市，位於該國西部，距離奧盧150公里，面積536.87平方公里，2012年人口11,053，其中約99%居民的母語是芬蘭語。